# 桃樂絲·恩不里居
桃樂絲·珍·恩不里居（英語：Dolores Jane Umbridge），是英國作家J.K.羅琳的奇幻小說《哈利·波特》系列中的虛構人物。她於中作為主要的反派人物，並作為魔法部派遣至霍格華茲駐紮的魔法部官員，以奪取霍格華茲的領導權，並從向巫師世界通報佛地魔捲土重來的阿不思·鄧不利多與哈利·波特手中奪取霍格華茲的控制權。
在霍格華茲期間，恩不里居獲得的權力越來越大，她被魔法部任命為總督察以試圖對該校作出控制。儘管恩不里居被指派為黑魔法防御术教授，然而她拒絕教導該學科任何的實用知識，這導致了鄧不利多的軍隊之成立，作為霍格華茲學生們學習如何自衛的一種方式。她甚至透過新的反狼人立法來使雷木思·路平於1994年辭去霍格華茲黑魔法防御术教授的職務後幾乎不可能找到新的工作。
在電影《哈利波特：鳳凰會的密令》及《哈利波特－死神的聖物1》裡，桃樂絲·恩不里居一角由伊美黛·史道頓飾演。評論家認為恩不里居是該系列之中最讓人討厭的其中一個角色，也是最引人注目的反派之一。

## 角色概述
恩不里居被描述為一個身材矮胖，並且如老蟾蜍般的中年婦女，她有著一張大餅臉，臉上有一雙厚厚的眼袋和寬闊的嘴巴，經常穿著粉紅色的服裝，其短鬈的鼠褐色頭髮上經常佩戴著一個粉紅色大大的蝴蝶結髮箍，小說中形容其髮箍看起來就像一隻胖鼓鼓的蒼蠅。
「桃樂絲（Dolores）」這個名字有著「憂愁」或「痛苦」的含義，這反映桃樂絲·恩不里居的虐待狂本性，以及其行動所帶來的苦難，而該名字本身的意思就是「女煞星」。作者表示此角色姓名經過精心揀選並帶有雙關意味，而「桃樂絲」有著「愁苦」的意思，這正符合著角色為周遭的人帶來哀傷的行為；至於其姓氏「恩不里居（Umbridge）」則源自英式用語「to take umbrage」，代表容易受到冒犯和容易發怒。

## 人物歷略

### 早年
羅琳於其網站《Pottermore》上披露了桃樂絲·恩不里居的早年生平：其父親為一名巫師，而母親是個麻瓜，她最終有一個作為爆竹的弟弟。在她父親的影響下，由於桃樂絲的母親和弟弟缺乏魔法能力，桃樂絲從小就鄙視著他們並經常痛罵兩人。在入讀霍格華茲的時候，她被派往跟佛地魔及其他黑巫師出身的史萊哲林學院，由於從未獲得任何具權力的職位，因此她討厭她在學校的時光。
在小說及改編電影中，恩不里居是個「純血至上主義者」，並試圖掩蓋其混血女巫的身份，與她的麻瓜母親和作為爆竹的弟弟。恩不里居在15歲的時候家庭破裂，其家庭生活造就了其殘暴的性格。恩不里居從霍格華茲畢業後，她在魔法部透過各種手段（包括偽造其家庭背景）成功獲得權力和地位，讓自己擢升至顯赫和具影響力的職位——禁止濫用魔法辦公室主管。恩不里居經過一段時間後便成為了魔法部部長康尼留斯·夫子的高級副部長。作為霍格華茲教授的恩不里居，其辦公室被描繪為一個在充滿小貓、毛絨絨和少女氣息的甜美形像下，她代表著最惡劣的政治權力下的一個邪惡、殘忍、嚴厲和卑鄙的女人。她還被暗示為虐待狂和極度腐敗的人物，甚至以折磨學生為樂。哈利向天狼星·布萊克描述恩不里居，指她卑鄙得足以成為食死人，儘管她不是。恩不里居也被描繪成一個具偏見的人，她鄙視著混血與麻瓜出身的巫師和女巫，甚至因為海格為半巨人的出生狀態而把他解僱。她表現出對半人馬翡冷翠的不容忍，她在禁忌森林中與一群半人馬對峙的時候對牠們大喊種族侮辱。
桃樂絲·恩不里居最終因在審訊期間對麻瓜出身者犯下的罪行而被關押於阿茲卡班監獄，因為她所審訊和折磨的巫師及女巫並非每個都能倖存下來。

### 參與哈利的審訊
在佛地魔捲土重來的謠言與康尼留斯·夫子的偏執越來越嚴重之後，恩不里居在小惠因區設置了兩頭催狂魔在哈利·波特與其表哥達力·德思禮身邊，來試圖讓因為保護其表哥而使用護法咒以驅逐催狂魔的哈利由於在校外使用魔法而違反了「對未成年人使用魔法合理限制法規」而遭到審訊和被霍格華茲的開除。巫師界的人們一般都認為那兩頭催狂魔是由佛地魔派來的，然而他們卻不知道那是恩不里居所為，意圖逼使他因違法而遭到霍格華茲的開除。在哈利的審判過程中，恩不里居以鋒利言詞指責哈利的口供不實，並試圖恐嚇他以破壞其辯護理據：那只是因為催狂魔即將讓他跟達力永久喪失行動能力，但幸獲阿不思·鄧不利多的協力援助，並帶來目擊證人費太太作證，使哈利洗脫罪名。最後，夫子、恩不里居跟法庭的其他成員以投票決定其定罪，結果哈利的所有指控都被撤銷了。

### 正式登場
在哈利面對著「未成年人使用魔法合理限制法規」的審判結束後，魔法部部長康尼留斯·夫子為了隱瞞和掩飾佛地魔復活的真相，其後他於《鳳凰會的密令》中安插桃樂絲·恩不里居進入霍格華茲，並任命她為新任的黑魔法防禦術教授，同時兼任史上第一位（也是唯一一位）霍格華茲的總督察，並賦予她權力直逼校長與學校理事會，以干預霍格華茲的內政，並鎮壓有關佛地魔回歸的傳言，以及讓魔法部監察著霍格華茲內的活動，尤其是其校長阿不思·鄧不利多。
在電影《哈利波特：鳳凰會的密令》中，桃樂絲·恩不里居一角由伊美黛·史道頓飾演。她是首次出現於該電影中的角色，其原先的職位是魔法部的副部長，也是康尼留斯·夫子的下屬。

### 鳳凰會的密令

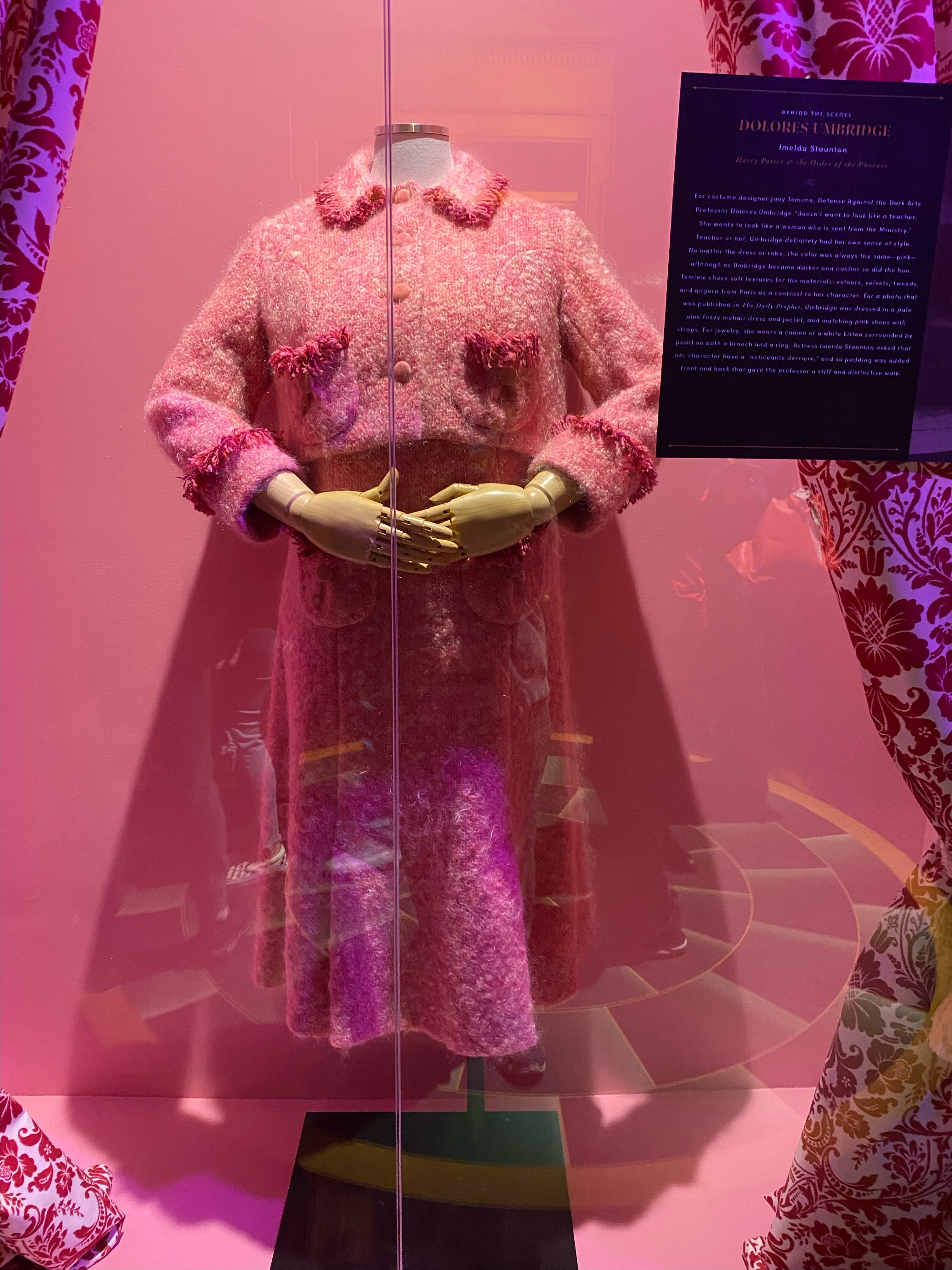
在該系列中，飾演桃樂絲·恩不里居的伊美黛·史道頓穿著了由珍妮·特米姆設計的服裝。

夫子於第五輯小說及電影非理性地認為鄧不利多試圖推翻他作為魔法部部長的職位，並利用其學生們進行這些行為。
在《鳳凰會的密令》的開學宴上，恩不里居給霍格華茲的學生留下了負面的印象：她無禮地中斷了鄧不利多的演說，並以居高臨下的態度跟學生對話。儘管她作為黑魔法防禦術的教授，然而她卻拒絕教授該學科任何實際的應用知識，只教授那些不切實際的純理論課程以防止學生具備力量以反抗魔法部，獲魔法部任命為霍格華茲總督察的恩不里居，負責評估及解僱任何她認為不滿意的教授，這甚至或對其作出騷擾，並開始干擾著霍格華茲學生的校園生活。

#### 對學生的影響
面對著佛地魔明顯捲土重來的消息被魔法部壓制，使學生們開始公開反對恩不里居所堅持著重的理論應用。恩不里居任職期間，她還恢復及批准霍格華茲自中世紀已遭廢除的體罰政策，並以殘酷的手段虐待及侮辱那些跟她意見不合的學生，這包括曾於課堂上因其教學手法而不斷提出反對的哈利·波特，他指自己於佛地魔重生並捲土重來之時在場，並親眼目擊西追·迪哥里被謀殺，因此教導實用的防禦術是其必要性，結果使哈利因此被恩不里居被罰於課後留堂。後來於留堂期間，恩不里居強迫哈利以一根特製的黑色羽毛筆書寫——該羽毛筆的外形細長且筆鋒特別尖銳，當該羽毛筆一旦寫上紙張時，其同樣的筆跡亦會從書寫者的手上剖開，使其雙手鮮血淋漓，皮膚然後又會自然癒合。一直如此重複又重複直至她滿意為止的罰抄，使該句子烙印於受罰學生身心當中。她讓哈利使用該羽毛筆不斷寫下「我不可以說謊」的句子，讓那句子在他的手中造成傷痕，並使他留下了永久的傷疤。其他的受害者還包括如李·喬丹般的學生。她更讓阿各·飛七鞭打弗雷和喬治·衛斯理兄弟倆，使兩人乾脆退學，二人於臨離開校園之前讓皮皮鬼替他們好好教訓她（這是哈利印象中皮皮鬼首次聽學生的話）。
為了打擊鄧不利多與哈利等知曉真相的人，恩不里居還大力壓制學生的社團運動並禁制一眾教授的言論。她為了得知阿不思·鄧不利多的去向，竟企圖以吐真劑向哈利逼供。在恩不里居任職期間，她偏寵史萊哲林學院的學生，暗中為其魁地奇球隊撐腰，處處為難葛萊分多的魁地奇球隊，甚至讓哈利、弗雷和喬治·衛斯理三名學生終身禁賽，故此有很多學生認為她從前很可能曾經是史萊哲林的學生。
面對著恩不里居拒絕向學生教授任何防禦術的魔法，榮恩·衛斯理、妙麗·格蘭傑與丁·湯瑪斯等提議具經驗的哈利·波特教授眾人有關防禦術決鬥的知識，一眾學生最終組建了鄧不利多的軍隊，以此來教導同學們如何以實用的形式使用防禦咒語。得知鄧不利多的軍隊成立後的恩不里居，她為了防學生自組力量，下令廢除並解散學校所有學生團體和組織，當中包括各學院的魁地奇球隊，沒有得其批准下不得組建或重組。然而，她又讓史萊哲林的學生組成督察小隊，並賦予他們權力藉此監視全校學生。由於恩不里居已下令禁止所有學生團體和組織的成立，因此鄧不利多的軍隊成為了一個秘密組織，並於霍格華茲裡的一個秘密的隱藏房間內進行會面。
在哈利接受了《謬論家》的採訪並討論了佛地魔的回歸之後，恩不里居限制了哈利的特權，還禁止了該雜誌進入霍格華茲。鄧不利多的軍隊最終被雷文克勞學生毛莉·邊坑所背叛。恩不里居威脅她指，若她不把鄧不利多的軍隊成員名單交出來的話，其母親便會失去她在魔法部的工作。恩不里居以此試圖把哈利從霍格華茲開除，但鄧不利多為這個組織的組建而承擔責任，及後他利用消影術從霍格華茲消失以避免被捕。
結果，恩不里居除了拒絕教授任何類型的防禦術魔法，並且對學生進行刁難外，她還把她回到學校視為自己獲得權力的機會，以控制那些在她就讀期間拒絕給她任何責任崗位的教授，她亦對一眾教授發生不和，包括了變形術的教授兼葛來分多的學院負責人—米奈娃·麥。
後來，恩不里居向哈利與妙麗逼問鄧不利多的秘密武器，她在二人的引領下進入禁忌森林，三人遇上了正在森林中奔騰的人馬，恩不里居對人馬族群出言侮辱並作出攻擊，結果她遭一眾人馬擄走。她被人馬擄走期間究竟發生了甚麼事就不得而知了，鄧不利多於翌日親自駕臨禁忌森林來把她救出，當時她雖然毫髮無損，卻驚嚇過度，又留有心理創傷，並從此視人馬如同鬼見愁一般。

#### 對教職員的影響
隨著阿不思·鄧不利多的暫時離開，後來恩不里居後來甚至當上霍格華茲的校長，完全聽從魔法部的指揮，並禁制教授們的言論。自桃樂絲·恩不里居擔任校長以後，霍格華茲的校長室就自動封印起來以不准許她進入。由於她是由魔法部任命，而非由霍格華茲校董會委任，以致校長辦公室室仍認定鄧不利多教授為主人，這使恩不里居只能以黑魔法防禦術教授的辦公室來作為其校長辦公室使用。她的辦公室風格非常俗氣，到處披掛著蕾絲花邊的窗簾和布料，她的花瓶插滿乾花，牆壁掛上有花貓紋飾的盤子和蝴蝶結。恩不里居利用她的職權，公然欺壓霍格華茲的教師團隊，特別是那些德高望重、與鄧不利多交好的老教授們，這讓全校師生對她的統治非常不滿。
後來，恩不里居以其無法準確預測天氣為理由，解僱了占卜學老師西碧·崔老妮，但礙於鄧不利多的干預而未能成功把崔老妮逐出城堡。鄧不利多還意識到恩不里居非常討厭混血種族，以及對非人類族群和半人類生物充滿仇恨，因此他隨後特意任命了人馬翡冷翠為新任占卜學教授。她利用其權力與地位來滿足她對半人類的仇恨，她草議著新的反狼人法案來使雷木思·路平在辭去霍格華茲黑魔法防禦術教授的職務後幾乎不可能在巫師世界中找到新的工作；她甚至以捲尺來羞辱具精靈血統的菲力·孚立維教授；並且她還動用武力把作為教授的半巨人魯霸·海格驅離學校，使麥教授於過程中被擊至重傷。
對於恩不里居的種種行為，使霍格華茲的全校師生紛紛對她進行杯葛大行動，面對學生們搗蛋的行為，教授們對此根本不聞不問（孚立維教授甚至任由衛斯理兄弟在走廊上放煙火），更無人願意聽其號令，所有雜務一股腦兒地全往恩不里居身上推。

### 後續

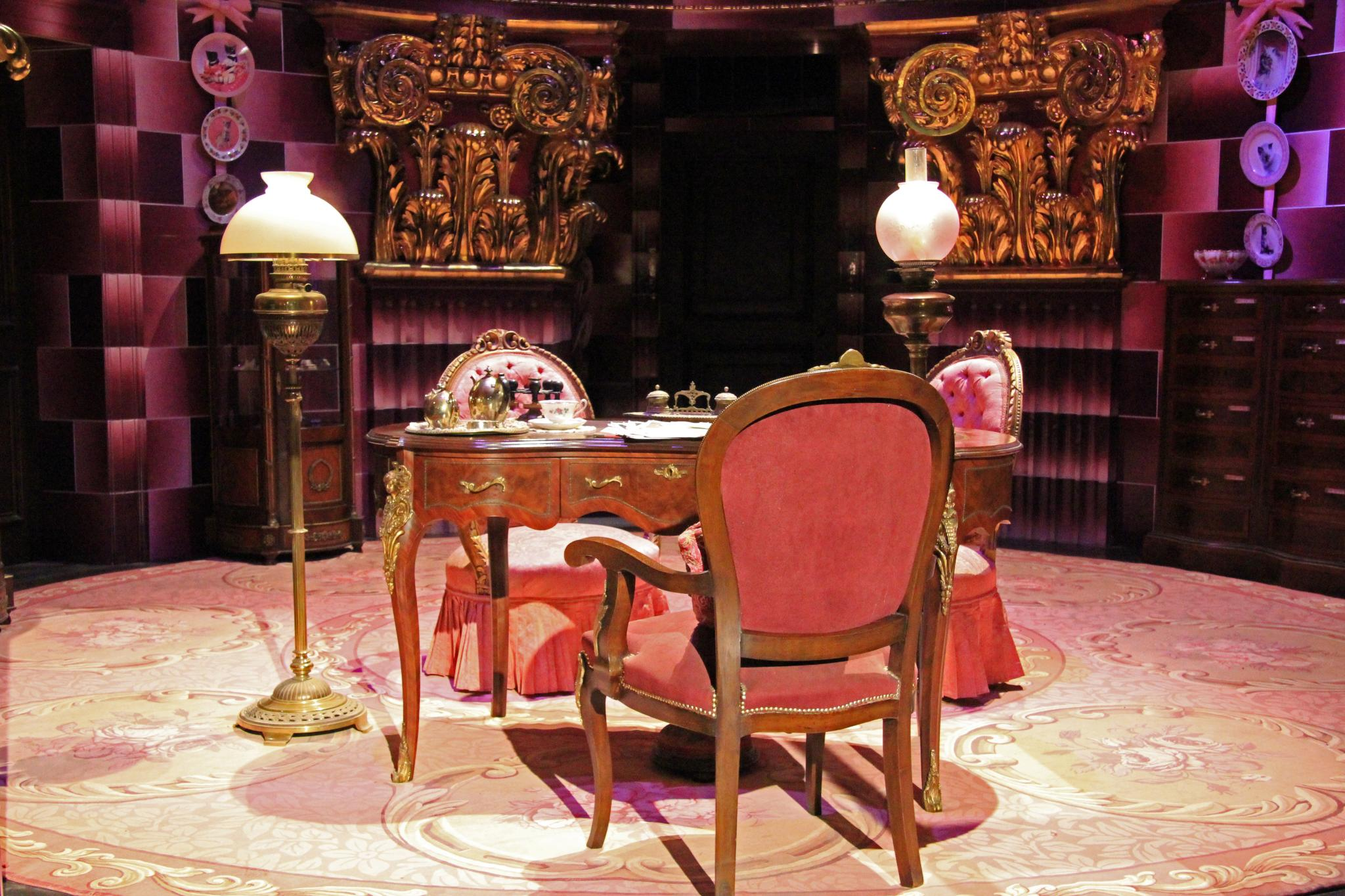
多洛雷斯·乌姆里奇負責的魔法部麻瓜審議委員會辦公室。

魔法部大戰過後，阿不思·鄧不利多復職，康尼留斯·夫子請辭，恩不里居則被停職並接受調查。鄧不利多曾要求夫子把恩不里居調離霍格華茲，然而恩不里居本想低調的偷偷溜出學校，但她卻遇到了發現了她的皮皮鬼，結果她在一眾師生眾目睽睽之下，被皮皮鬼輪流以康復中的麥教授之助行手杖和一盒粉筆把她趕出霍格華茲的校園，讓師生們都感到興高采烈。有人還清楚的聽到麥教授遺憾的說，可惜她不能親自去送恩不里居教授，因為皮皮鬼把她的枴扙借走了。
中，恩不里居回到魔法部，擔任其新任魔法部部長盧夫·昆爵的高級副部長，工作性質不明。她透過故意告知魔法部部長得知哈利希望自己能成為一位正氣師的願望來對哈利繼續折磨。由於恩不里居從未因其行為被解僱或被逮捕，這使哈利拒絕相信昆爵或魔法部。恩不里居後來僅僅在阿不思·鄧不利多的葬禮上出現，她試圖讓自己看起來具得體的憂鬱，但卻表現出令人難以信服的哀傷表情。期間，她被教授占卜學的人馬翡冷翠的出現而嚇了一跳，她被嚇至逃到遠遠的座位上，這顯然是因為她跟半人馬的遭遇而受到的創傷有關。
在中，恩不里居於佛地魔攻陷並接管了魔法部以後向食死人投誠，她隸屬於麻種審議委員會並作為其會長，監督著登記註冊及負責審問及迫害可能具麻瓜血統登記的巫師及女巫，把她的虐待狂本性發揮到極點。在其崗位上，恩不里居進行了帶有偏見的審判，把麻瓜出身的巫師置於催狂魔，並以「從真正的巫師那裡竊取魔法」的罪名把他們送往阿茲卡班監獄。隨著瘋眼穆敵被謀殺之後，恩不里居不知何故獲得了其魔法義眼，她把它安裝於她辦公室的門上作為門面裝飾，以此作為監督及恐嚇魔法部僱員的一種方式，並提醒他們指其一直在觀察他們。她這過分的行為使哈利等人對恩不里居的不滿上升至新的高度。
在某個時候，恩不里居從小偷蒙當葛·弗列契那裡收到一個小金匣作為賄賂，該吊墜實際上是薩拉扎·史萊哲林的小金匣。而她不知道的是，該小金匣就是佛地魔的其中一個分靈體。此外，她本身的血統則是透過從蒙當葛·弗列契手中受賄的史萊哲林的小金匣中證實，因此她本身也可能是混血的女巫；而她把代表「史萊哲林（Slytherin）」中的「S」曲解為「賽溫（Saiwin）」，因此她很可能並不知道該小金匣就是霍格華茲其中一位創辦人的遺物。
由於恩不里居扭曲的本性，該分靈體實際上把其魔法能力放大了。在她的一次袋鼠法庭審判中，她指控瑪麗·卡特摩把其魔杖偷走了，並聲稱指她並非真正的女巫。憤怒的哈利從隱形斗篷下出現並攻擊恩不里居，這讓哈利與妙麗為了摧毀史萊哲林的小金匣而把它從恩不里居手中奪走。妙麗把假的小金匣留在恩不里居的身邊，以消除她的懷疑。
當佛地魔在霍格華茲大戰中被哈利擊敗，佛地魔的勢力滅亡之後，新任的魔法部部長金利·俠鉤帽把魔法部進行修復。最後，恩不里居由於非法虐待麻瓜與麻瓜出身的巫師（有些無辜被她送進阿茲卡班的麻瓜出身者沒有生還）的行為和罪刑，加上她之前未經魔法部准許就命令催狂魔攻擊哈利及一名麻瓜的事件曝光而遭到審判。她最終被判處無期徒刑。
《哈利波特》系列作者J·K·羅琳表示讓桃樂絲·恩不里居於出現的原因，她說：「折磨她實在太有趣，我在結局前不會放過她。」

## 評價與影響
雖然桃樂絲·恩不里居始終忠於魔法部，但她是《哈利波特》粉絲之中最不受歡迎的人物，甚至勝過最大反派——佛地魔，就連該系列的作者J·K·羅琳也指寫作時都感到她非常「可怕」。她在2014年於其網站《Pottermore》上發布一篇短文，當中她詳述了桃樂絲·恩不里居的背景故事，包括其血統與出身學院。後來她於2016年9月以電子書形式發布的《霍格華茲的權力、政治與搗蛋鬼的短篇故事》中也有敘述恩不里居的相關故事。
桃樂絲·恩不里居由於其專制立場與獨裁的存在，以及其種族主義態度和對兒童的折磨，她因此被稱為有史以來其中一個最受鄙視的虛構角色。
- 《Bustle》的夏洛特·阿林（Charlotte Ahlin）在列出文學中一些最受鄙視的人物時陳述：

|  | 佛地魔可能是哈利波特宇宙裡最邪惡的角色，但桃樂絲·恩不里居幾乎可以肯定是最討厭的。跟佛地魔不同，她並不代表抽象形式的那種專制邪惡。她是你在高中時所遇到的那個刻薄的老師，認為說唱音樂正在摧毀美國的一名PTA媽媽認為，她的偏執品牌是如此相關，而她的骯髒下流深入到每個讀者的皮膚之下。 |

- 《IGN》把恩不里居評為該特許經營權中的最佳角色第17位：

|  | 這個女人認為懲罰學生的適當方式包括讓他進行一種儀式，這多虧了魔法，導致他一次又一次地流血——這是其眾多卑鄙行為的其中一種。 |

- 在對於《鳳凰會的密令》小說的評論中，恐怖小說作家史提芬·京為恩不里居歡呼為他所讀過其中要一個最佳的反派：

|  | 溫柔地微笑著的桃樂絲·恩不里居，她帶著少女般的嗓音、蟾蜍般的臉龐和緊握著既粗且短的手指，她是繼漢尼拔·萊克特（《沉默的羔羊》中的吃人博士）以來最偉大的虛構惡棍。她是一個不需要成為小孩子就能記住「真正可怕的老師」，那個把我們嚇壞了以至於我們害怕早上徒步前往學校的人，我們翻頁的部分原因是因為我們熱切希望她能得到其報應......但也越來越擔心她接下來會做些甚麼。因為可以肯定的是，一位能夠禁止哈利·波特參與魁地奇比賽的教授肯定無所不能。 |

史提芬·京後來於2003年7月11日向《娛樂週刊》表示，該著名小說的成功是因為對反派的成功描述，他表示桃樂絲·恩不里居是繼漢尼拔·萊克特之後最可怕的反派角色。
- 飾演桃樂絲·恩不里居一角的演員伊美黛·史道頓在接受《每日電訊報》訪問時表示恩不里居是個「絕好的角色」，但要把此角色演繹為哈利·波特的死敵卻是個挑戰，因為這很容易「變得滑稽」。而羅琳曾經如此肯定史道頓的表現：「完美地結合了甜美與邪惡」；電影導演大衛·海曼則評論說：「恩不里居並非只是一個諷刺漫畫的角色，她是一個真正複雜的女人[34]。」

### 外界反應
- 《IGN》把桃樂絲·恩不里居列於他們的「前25名哈利波特人物」的第16位[35]。
- 《帝國雜誌》把她列於其「前25名哈利波特人物」中的第24位[36]。
- 在《BuzzFeed》網站的「哈利波特壞蛋排行榜」中，恩不里居更超越佛地魔、貝拉·雷斯壯等眾多反派角色，名列第1位[37]。

### 現實生活對比
有時，現實生活中的公眾人物也會因為他們的負面行為而被拿來跟桃樂絲·恩不里居進行比較。在2016年美國總統大選期間，當時的總統候選人當勞·特朗普與希拉莉·克林頓都被比喻作恩不里居。根據該系列電影導演大衛·葉斯和飾演該角色的女演員伊美黛·史道頓的說法，英國前首相戴卓爾夫人對改編電影中角色的描繪方式產生了影響。該系列的作者羅琳曾表示，恩不里居實際上是基於曾經教導她的老師，而不是直接受到戴卓爾夫人的啟發。